# Aliyah Khalaf Saleh
Pour les articles homonymes, voir Khalaf.
Aliyah Khalaf Saleh, née Umm Qusay vers 1956 près de Tikrit dans la province Salah ad-Din en Irak, est une volontaire humanitaire et une héroïne dans son pays. En 2014, lors du massacre de Tikrit, elle sauve des jeunes soldats irakiens, poursuivis par les djihadistes de l'État islamique en Irak et au Levant. Elle leur fournit un refuge, des documents d'identité et leur apprend à prier conformément au sunnisme pour les protéger. À la fin du conflit, pour sa bravoure, elle est décorée de la médaille nationale irakienne. Elle reçoit, en 2018, le prix international de la femme de courage,,.

## Sources
- (en) Cet article est partiellement ou en totalité issu de l’article de Wikipédia en anglais intitulé « Aliyah Khalaf Saleh » (voir la liste des auteurs).